# NGC 7197
NGC 7197 је спирална галаксија у сазвежђу Гуштер која се налази на NGC листи објеката дубоког неба.
Деклинација објекта је + 41° 3' 34" а ректасцензија 22h 2m 57,9s. Привидна величина (магнитуда) објекта NGC 7197 износи 13,4 а фотографска магнитуда 14,3. NGC 7197 је још познат и под ознакама UGC 11887, MCG 7-45-5, CGCG 530-3, IRAS 22008+4049, PGC 67921.